# Matteo Corti
 (mars 2024).
Si vous disposez d'ouvrages ou d'articles de référence ou si vous connaissez des sites web de qualité traitant du thème abordé ici, merci de compléter l'article en donnant les références utiles à sa vérifiabilité et en les liant à la section « Notes et références ».
Matteo Corti, en latin Curtius, est un médecin italien de la Renaissance, né à Pavie en 1475, mort à Pise en 1564.

## Biographie
Matteo Corti obtint en 1497, à l’université de Pavie, une chaire qu’il occupa pendant dix-huit ans. Il ne la quitta que pour aller remplir celle qu’on lui offrit à Pise en 1515. Il y professa neuf années, et se rendit en 1524, avec le même titre, à l’université de Padoue. La réputation qu’il s’était acquise détermina le pape Clément VII à le choisir pour son archiatre. Corti accompagna ce pontife à Marseille, lorsqu’il y conduisit sa nièce (Catherine de Médicis), pour épouser le dauphin de France. Après la mort du pape, Corti fut nommé professeur de médecine théorique et de poésie à Bologne. En 1541, il devint médecin du grand-duc de Toscane, Cosme Ier, qui lui donna une chaire à Pise, en 1543, pour augmenter l’éclat de cette université. C’est là que Corti mourut vers 1564.

## Œuvres
- Quæstio de phlebotomia in pleuresi, ex Hippocratis et Galeni sententia, contra communem medendi modum, etc., Venise, 1534, in-8°. Il a traité de nouveau ce sujet, mais d’une manière beaucoup plus étendue, sous ce titre : De venæ sectione cum in aliis affectibus, tum vel maxime in pleuritide, liber, Lyon, 1538, in-8°, opuscule souvent réimprimé.
- De curandis febribus ars medica, Venise, 1561, in-8°. Ce mince écrit avait déjà été publié en 1521, avec d’autres sur la même matière, de Guido Guidi et de Louis Mercati.
- Dosandi methodus, Padoue, 1536, in-8°. On a joint à cet opuscide ceux de Bartolomeo Montagnana, de Benedetto Vittori et de Guillaume Rondelet.
- De prandii ac cœnæ modo libellus, Rome, 1562, in-4°.

Corti a publié, en outre, des Commentaires sur l’Anatomie de Mondino de' Liuzzi, et des Préceptes sur l’Art de consulter.